# ايمي جلوبس
إيمي جلوبس هي فنانة ومصممة ورائدة أعمال أمريكية. وهي المؤسس المشارك والمدير الإبداعي لاستوديو تصميم العلامة التجارية (Team).

عرضت جلوبس أعمالها في متحف ويتني للفن الأمريكي، والمتحف الجديد، ومركز الفنون البصرية التابع لمعهد ماساتشوستس للتكنولوجيا. قبل مشاركتها في تأسيس الفريق، قامت بتطوير هويات العلامات التجارية والعمل التفاعلي لشركة لكزس، فودافون وريد بول.